# Alforriado Matias
Matias, também conhecido como Alforriado Matias, foi um abolicionista que viveu na então fazenda Barreiro, hoje a maior região de Belo Horizonte. Nascido no século XIX, Matias foi um homem escravizado pela família Brochado e perto da lei do sexagenário entrar em vigor foi vendido com idade maior que sessenta anos.

## História
A "Fazenda Barreiro" atualmente Barreiro, região oeste de Belo Horizonte, pertencia ao Major Cândido Brochado, líder do partido conservador, onde recebia importantes personalidades políticas e religiosas do estado e do país.[carece de fontes?]
A expectativa de vida de um homem escravizado eram de 25 anos, Matias, foi um dos poucos homens que conseguiram alcançar a velhice.[carece de fontes?] Perto de contemplar sua liberdade pela Lei do Sexagenário, foi vendido pelo Major Cândido Brochado no final do séc. XIX, período marcado pelo auge dos movimentos abolicionistas brasileiros, o que motivou sua fuga e o juramento de vingança.[carece de fontes?]
Matias permaneceu escondido nas matas com ajuda de mulheres escravizadas que trabalhavam na casa e o mantinham informado sobre o paradeiro do Major. Quando soube da viagem do escravagista para Freitas, atual Pampulha (região norte de Belo Horizonte), armou uma emboscada no alto de uma árvore e executou seu antigo algoz com golpes de machadinha, consumando sua vingança.[carece de fontes?] Matias sofreu retaliação pelos seus atos e foi encontrado morto na prisão em Ouro Preto, provavelmente torturado.[carece de fontes?]